# 田村圭司
田村 圭司（たむら けいじ、1956年2月11日 - ）は、大阪生まれのジャーナリスト。

## 来歴
関西大学社会学部卒。証券会社勤務を経て、単身アフガニスタンへ。現地ゲリラのムジャーヒディーン（聖戦士）に従軍取材したリポートを『サンデー毎日』で発表し、ジャーナリストとしてのデビューを果たす。
以後、医療や経済、教育など、専門領域を広げている。アフガニスタンの現状は、911テロ後も現地取材。現地の様子に加え、外務省を含めた日本の政治、NGOの実態をからめたリポートを『宝島Real』などで発表している。
2002年7月からマスコミ適塾「ペンの森 大阪」を主宰し、多くの大学生を新聞社に送り出している。2010年4月より三重県伊勢市の皇學館大学に「ペンの森 大阪 皇學館」を開塾。皇學館大学の非常勤講師も務める。

## 主な著書
- 『再び「日本人」たれ！』（宝島社新書）
- 『独歩 巽悟朗と光世証券の三十年史』（旭洋）

### 共著
- 『宝島Real 疑惑だらけの外務省』（宝島社）
- 『裁判ゲーム』（宝島社文庫）
- 『経営者の判断 社長の決断』（プレジデント社）
- 『詳細 阪神大震災』（毎日新聞社）